# Stelis speckmaieri
Stelis speckmaieri är en orkidéart som beskrevs av Carlyle August Luer och Sijm. Stelis speckmaieri ingår i släktet Stelis och familjen orkidéer. Inga underarter finns listade i Catalogue of Life.